# IBF5MAP
IBF5MAPA es un derivado de anfetamina sustituido  que está estructuralmente relacionado con fármacos como MDMA y 5-MAPDI, aunque su farmacología no se ha estudiado en detalle. Es un isómero estructural  de derivados de dihidrobenzofurano como 5-MAPDB y 6-MAPDB, pero en cambio tiene una estructura de núcleo de ftalano inusual.